# 纳瓦尔莫拉尔德韦哈尔
纳瓦尔莫拉尔德韦哈尔，是西班牙卡斯蒂利亚-莱昂萨拉曼卡省的一个市镇。 总面积11平方公里，总人口67人（2001年），人口密度6人/平方公里。